# Збірна Греції з водного поло
Збірна Греції з водного поло (грец. Εθνική ομάδα Ελλάδας υδατοσφαίρισης) — національна збірна команда Греції з водного поло, якою керує Федерація плавання Греції.
Збірна Греції є постійним учасником міжнародних турнірів, срібний призер Олімпіади 2020 року, три бронзові нагороди на чемпіонатах світу 2005, 2015 та  2022 років, срібна медаль на Кубку світу 1997 та ще чотири бронзові медалі в світовій лізі 2004, 2006, 2016 та 2020 роках.
Четверті місця збірна Греції посідала на чемпіонатах Європи 1999 та 2016 років, на Кубку світу 2003 року.

## Результати

### Медальні здобутки збірної
| Турнір                 | 1 | 2 | 3  | Разом |
| ---------------------- | - | - | -- | ----- |
| Олімпійські ігри       | – | 1 | –  | 1     |
| Чемпіонат світу        | – | 1 | 3  | 4     |
| Світова ліга           | – | – | 4  | 4     |
| Кубок світу            | – | 1 | –  | 1     |
| Чемпіонат Європи       | – | – | –  | –     |
| Середземноморські ігри | – | 1 | 4  | 5     |
| Разом                  | — | 4 | 11 | 15    |

### Олімпійські ігри
Збірна Греції брала участь у сімнадцяти турнірах, найвище досягнення четверте місце в 2004 році.
| Рік   | Місце        |
| ----- | ------------ |
| 1920  | 5-е місце    |
| 1924  | Перший раунд |
| 1948  | Перший раунд |
| 1964  | 7-е місце    |
| 1968  | 14-е місце   |
| 1972  | 14-е місце   |
| 1980  | 10-е місце   |
| 1984  | 8-е місце    |
| 1988  | 9-е місце    |
| 1992  | 10-е місце   |
| 1996  | 6-е місце    |
| 2000  | 10-е місце   |
| 2004  | 4-е місце    |
| 2008  | 7-е місце    |
| 2012  | 9-е місце    |
| 2016  | 6-е місце    |
| 2020  |              |
| 2024  | 5-е місце    |
| Разом | 17/28        |

- — країна-господар фінального турніру

### Чемпіонати світу
На чемпіонатах світу до початку 1990-х років найчастіше греки посідали місця з десятого по дванадцяте. З середини 90-х збірна вже фінішувала у вісімці найкращих, а в 2003 вперше посіли четверте місце. На сьогодні найбільший успіх це бронзові нагороди чемпіонатів 2005 та 2015 років.
| Рік   | Місце      |
| ----- | ---------- |
| 1973  | 12-е місце |
| 1978  | 12-е місце |
| 1982  | 12-е місце |
| 1986  | 11-е місце |
| 1991  | 10-е місце |
| 1994  | 7-е місце  |
| 1998  | 8-е місце  |
| 2001  | 6-е місце  |
| 2003  | 4-е місце  |
| 2005  |            |
| 2007  | 6-е місце  |
| 2013  | 6-е місце  |
| 2015  |            |
| 2017  | 4-е місце  |
| 2019  | 7-е місце  |
| 2022  |            |
| 2023  |            |
| 2024  | 5-е місце  |
| Разом | 18/21      |

### Світова ліга
| Рік   | Місце     |
| ----- | --------- |
| 2002  | 4-е місце |
| 2003  | 5-е місце |
| 2004  |           |
| 2005  | 5-е місце |
| 2006  |           |
| 2008  | 8-е місце |
| 2016  |           |
| 2019  | 7-е місце |
| 2020  |           |
| 2022  | 7-е місце |
| Разом | 10/20     |

- — країна-господар фінального турніру

### Кубок світу
| Рік   | Місце     |
| ----- | --------- |
| 1985  | 8-е місце |
| 1987  | 8-е місце |
| 1993  | 7-е місце |
| 1995  | 6-е місце |
| 1997  |           |
| 1999  | 7-е місце |
| 2002  | 5-е місце |
| 2006  | 7-е місце |
| 2023  | 5-е місце |
| Разом | 9/17      |

- — країна-господар фінального турніру

### Чемпіонати Європи
| Рік   | Місце           |
| ----- | --------------- |
| 1970  | 10-е місце      |
| 1985  | 8-е місце       |
| 1989  | 11-е місце      |
| 1991  | 6-е місце       |
| 1993  | 7-е місце       |
| 1995  | 9-е місце       |
| 1997  | 7-е місце       |
| 1999  | 4-е місце       |
| 2001  | 7-е місце       |
| 2003  | 7-е місце       |
| 2006  | 6-е місце       |
| 2008  | 11-е місце      |
| 2010  | 9-е місце       |
| 2012  | 6-е місце       |
| 2014  | 6-е місце       |
| 2016  | 4-е місце       |
| 2018  | 5-е місце       |
| 2020  | 7-е місце       |
| 2022  | 5-е місце       |
| 2024  | 5-е місце       |
| 2026  | кваліфікувались |
| Разом | 21/36           |

- — країна-господар фінального турніру